# Paragia schulthessi
Paragia schulthessi är en stekelart som beskrevs av Turner 1936. Paragia schulthessi ingår i släktet Paragia och familjen Masaridae. Inga underarter finns listade i Catalogue of Life.